# آک‌سوران
آک‌سوران (به قزاقی: Aksoran) یک کوه در قزاقستان است که در استان قراغندی واقع شده‌است. آک‌سوران ۱٬۵۶۵ متر بالاتر از سطح دریا واقع شده‌است.